# علا لیندگرن
علا لیندگرن (انگلیسی: Ola Lindgren؛ زادهٔ ۲۹ فوریهٔ ۱۹۶۴) بازیکن هندبال اهل سوئد است.